# Vlag van kraj Transbaikal
De vlag van kraj Transbaikal is in gebruik sinds 17 februari 2009. De vlag heeft een gele driehoek aan de broeking, die bijna tot halverwege de vlucht reikt, en twee horizontale banen van groen en rood, aan de vlucht. Samen vertegenwoordigen groen en rood de grensligging van de oblast. Geel is de traditionele kleur van de Transbaikaalse Kozakken die de oostelijke grenzen van Rusland verdedigden. Samen symboliseren de drie kleuren ook de natuurlijke omgeving van de regio, geel staat voor de eindeloze steppe, groen voor de taiga en de rijkdom aan wilde dieren, en rood voor de gebieden onder de oppervlakte.
De vlag werd oorspronkelijk aangenomen op 22 december 1995 als de vlag van oblast Tsjita. Nadat oblast Tsjita fuseerde met de Aga-Boerjatië op 1 maart 2008 om kraj Transbaikal te vormen, werd een commissie gevormd om nieuwe symbolen voor de kraj te ontwerpen. Op 1 maart 2009 heeft de kraj het ontwerp formeel aangenomen als de vlag van kraj Transbaikal.